# Moa Westermark
Moa Westermark, född 28 augusti 1989 i Umeå, är en svensk före detta fotbollsspelare.
Westermarks moderklubb är Umeå Södra FF. Hon lyftes upp i seniorlaget 2005, och var 2007 med när klubben gick upp i Damallsvenskan 2008. Hon spelade i Umeå Södra till 2011.
Westermark spelade en U17- och en U19-landskamp för Sverige.